# Катастрофа Ил-18 под Ленинградом (1970)
Катастрофа Ил-18 под Ленинградом — авиационная катастрофа, произошедшая в вечер четверга 31 декабря 1970 года накануне Нового года близ Ленинграда. Авиалайнер Ил-18В Ереванского ОАО авиакомпании «Аэрофлот» выполнял плановый пассажирский рейс SU-3012 по маршруту Ленинград — Ереван, но через 2 минуты после взлёта из Ленинградского аэропорта Шоссейная лайнер рухнул на землю в Московском районе Ленинграда между аэропортом Шоссейная и Шушарами, разрушившись на две части. Погибли 6 человек из 86 — 78 пассажиров и 8 членов экипажа, выжили 80, из которых 26 получили ранения.

## Самолёт
Ил-18В (регистрационный номер CCCP-75773, заводской 181003603, серийный 036-03) был выпущен в 1961 году (первый полёт совершил 24 августа). 3 сентября того же года был передан авиакомпании «Аэрофлот» (Армянское УГА, Ереванский ОАО). На день катастрофы налетал 13 760 часов и совершил 6733 цикла «взлёт-посадка».

## Экипаж и пассажиры
Состав экипажа рейса SU-3012 был из 279-го лётного отряда Ереванского ОАО, в состав которого входили 8 человек:
- Командир воздушного судна (КВС) — Левон Христофорович Барикян;
- Второй пилот — Сурен Тигранович Худавердян;
- Штурман — Иван Васильевич Фатеев;
- Бортмеханик — Генрих Арташесович Тарвердян;
- Бортрадист — Оганес Татевосович Унанян.

В салоне самолёта работали три бортпроводника:
- Люся Цолановна Вартанян;
- Согомон Амбарцумович Петросян;
- Валерий Григорьевич Предин.

Также на борту находился сопровождающий милиционер — майор Министерства внутренних дел Армянской ССР Т. Т. Никогосян.
Всего на борту самолёта находились 86 человек — 8 членов экипажа и 78 пассажиров.

## Катастрофа
К 19:33 небо было затянуто тучами с нижней границей всего 120 метров и шёл снег.
В 19:33:05 рейсу SU-3012 было дано разрешение занять исполнительный старт. А уже в 19:34:15 экипаж запросил разрешение на взлёт. В 19:35 со скоростью 250 км/ч самолёт взлетел с ВПП по магнитному курсу 99°. По свидетельствам очевидцев, взлёт произошёл с необычно большим углом тангажа, то есть с высоко задранным носом, после чего самолёт начал раскачиваться из стороны в сторону. Пролетев на высоте 30—50 метров около двух с половиной километров, рейс 3012 снизил скорость до 200 км/ч, после чего по-прежнему с высоко поднятым носом и с небольшим правым креном начал терять высоту. Пролетев 5300 метров, самолёт хвостом врезался в землю в 2190 метрах от торца ВПП и в 290 метрах правее её оси. От удара фюзеляж разломился надвое, после чего кабина пилотов врезалась в землю, а самолёт пробороздил по земле ещё 210 метров. Также от удара оторвалось левое крыло и оба двигателя на правом крыле.
В катастрофе погибли все 6 человек, находившиеся в кабине: оба пилота, штурман, бортмеханик, бортрадист и сопровождающий милиционер. Ранения получили 23 пассажира и все три бортпроводника.

## Причины катастрофы
По данным комиссии, время между занятием исполнительного старта и запросом на взлёт заняло всего 70 секунд, что недостаточно для исполнения контрольной карты обязательных проверок перед взлётом. Спеша домой к новогодним праздникам, экипаж, в нарушение РЛЭ и контрольной карты, допустил целый ряд ошибок.
Не были включены радиовысотомер, автомат МСРП-12 и противообледенительная система, а также забыли выключить автомат механизма стопорения рулей и главный выключатель запуска двигателей. Но что ещё более важно, экипаж изначально не выпустил закрылки, в результате чего подъёмная сила при взлёте была недостаточной, что и привело к высокому поднятию носа. Это вкупе с обледенением винтов, повлёкшим снижение силы тяги, привело к быстрому уменьшению скорости, снижению подъёмной силы крыла и падению самолёта.